# Battaglia della Baia di Helgoland (1939)
Con la battaglia della Baia di Helgoland, s'intende una battaglia aerea che si svolse nel Mare del Nord al largo delle Isole Frisone meridionali, di fronte alla linea costiera tedesca, il 18 dicembre 1939 tra i bombardieri inglesi del Bomber Command della RAF e i caccia della Luftwaffe posti a difesa del Reich. Tale battaglia fu preceduta da una serie di scontri aerei, che si succedettero tra il settembre e l'ottobre del 1939. Questa campagna aerea ebbe notevoli ripercussioni sulle successive scelte strategiche della Royal Air Force e della Luftwaffe.

## Antefatti

### Il Bomber Command allo scoppio della 2ª guerra mondiale
Sir Hugh Trenchard, principale creatore e organizzatore della Royal Air Force, fu un tenace assertore della dottrina del bombardamento strategico contro quelli che lui definiva i "centri vitali" della potenza nemica, da parte di grandi masse di bombardieri pesanti, ritenuti l'arma assoluta in grado di raggiungere da soli la vittoria senza il concorso di grandi eserciti terrestri, concordemente con il pensiero di Billy Mitchell e di Giulio Douhet.
Comunque, allo scoppio della seconda guerra mondiale il nuovo capo dell'aeronautica e comandante del Bomber Command sir Edgar Ludlow-Hewitt si trovò a gestire una situazione ben diversa da quella programmata da Trenchard, nonostante gli sforzi profusi da quest'ultimo. Esigenze politiche, rivalità tra i vari servizi del Ministero dell'Aria e bilanci della Difesa ridotti avevano in parte falcidiato i piani di sviluppo del Bomber Command che allo scoppio della guerra si trovò a disporre di sole trentatré squadriglie per un totale di quattrocentottanta velivoli.
All'epoca il miglior bombardiere di cui disponesse il Bomber Command era il Vickers Wellington capace di trasportare 1400 kg di bombe entro un raggio d'azione di circa 2500 km (dati riferiti alla versione Mk I). Entrato in servizio nell'autunno del 1938, fu in dotazione a dieci squadron operativi (3rd Group e 6th Group) delle trentatré di cui disponeva il Bomber Command. La prima versione (Mk. I) possedeva una velocità di crociera di 300 km/h ed era armata con tre mitragliatrici. La sua caratteristica costruzione geodetica gli assicurava comunque una grande robustezza e capacità di incassare i colpi. Gli altri squadron erano dotati di Bristol Blenheim (2nd Group), Handley Page Hampden (5th Group) e Armstrong Whitworth Whitley (4th Group). Dieci squadron costituirono il 1st Group dotato di monomotori Fairey Battle, dislocato in Francia sotto il comando del British Advanced Air Striking Force.

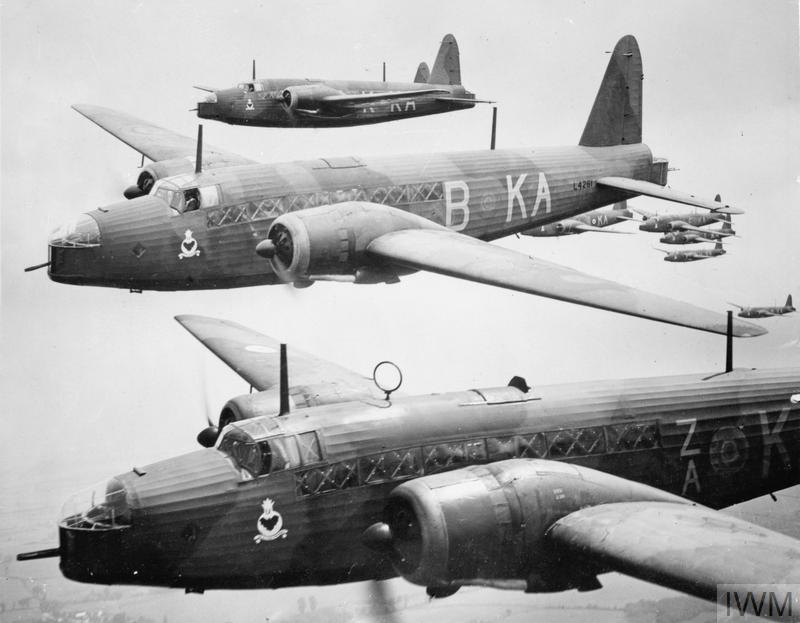
Vickers Wellington Mk I del No. 9 Squadron in volo, 1939

A parte il Wellington quindi, per il resto si trattava di bombardieri leggeri e medi alcuni già obsoleti (Hampden, Whitley). Pertanto, nell'autunno del 1939 le capacità del Bomber Command di penetrare in profondità nel territorio tedesco per colpirne i "centri vitali" erano piuttosto modeste.
Il Gabinetto di Guerra presieduto da Neville Chamberlain si opponeva a qualsiasi azione sul territorio della Germania che potesse recare danno alla popolazione civile anche al fine di evitare ritorsioni da parte tedesca. Si ribadiva quindi il divieto di colpire obiettivi che non fossero di carattere militare.
Furono pertanto rivisti i piani d'intervento, individuando possibili obiettivi militari (i c.d. Western Air (WA) Plans), alla luce delle capacità di azione del Bomber Command, delle informazioni disponibili sugli obiettivi e di altri fattori operativi.
Quando la Gran Bretagna dichiarò guerra alla Germania, il 3 settembre 1939, il Bomber Command attuò il piano d'intervento WA 7b,, un attacco contro la flotta tedesca a Wilhelmshaven.

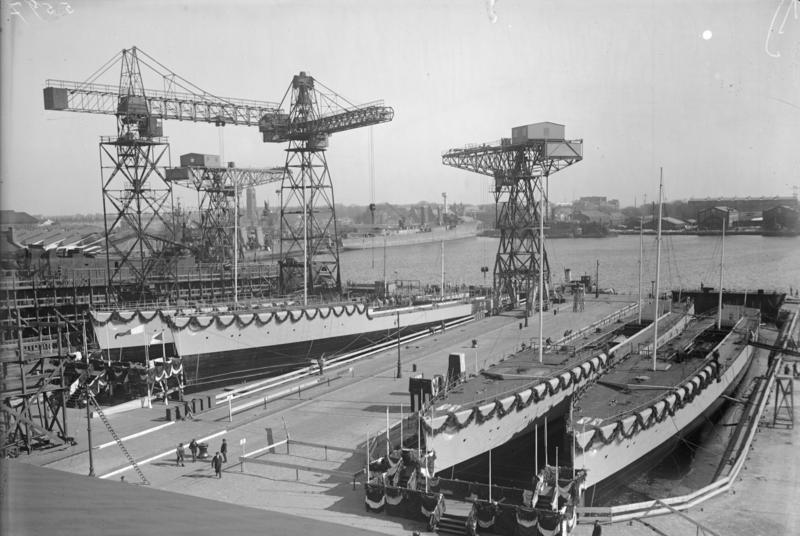
Vista parziale sui Cantieri Navali di Wilhelmshaven: in questa foto del 1928, quattro scafi di cacciatorpediniere sono in costruzione per la Marina Militare tedesca

Così, l'Offensiva aerea strategica contro la Germania, come fu poi ufficialmente nota, ebbe inizio il 4 settembre 1939.

### L'organizzazione difensiva della Luftwaffe nel Mare del Nord
Allo scoppio della guerra le unità da caccia della Luftwaffe nella Germania Nord-occidentale poste alle dipendenze del LuftgauKommando XI con sede ad Hannover erano così distribuite:
| Unità                 | Base       | Comandante            | Tipo    | Stimati in servizio |
| --------------------- | ---------- | --------------------- | ------- | ------------------- |
| II./JG 77             | Nordholz   | Magg. Carl Schumacher | Bf 109E | 33                  |
| Stab ZG 26            | Varel      | Col. Hans von Doring  | Bf 109D | 1                   |
| I./ZG 26              | Varel      | Cap. Karl Kaschka     | Bf 109D | 39                  |
| JGr. 126 (III./ZG 26) | Neumunster | cap. Johannes Schalk  | Bf 109D | 41                  |

La responsabilità della difesa aerea delle unità navali della flotta tedesca (Kriegsmarine) ricadeva sul Luftverteidigungskommando (Comando Difesa Aerea) di Amburgo. I reparti da caccia erano dislocati lungo la costa, mentre le unità contraeree della Luftwaffe (FlaK) del comando di difesa aerea di Amburgo erano disposte ben all'interno del territorio tedesco a protezione di altri centri vitali, lasciando alle unità contraeree della Kriegsmarine la responsabilità della protezione delle navi e dei centri costieri. La distanza tra i reparti da caccia e le unità antiaeree non riusciva ad assicurare un efficace coordinamento. Inoltre le non brillanti relazioni personali tra Göring ed il comandante in capo della Kriegsmarine, grande ammiraglio Erich Raeder, aumentavano i potenziali punti di attrito.
Ai primi di novembre 1939 l'Alto Comando della Luftwaffe effettuò dei cambiamenti nell'organizzazione esistente affidando all'Oberstleutnant Carl Schümacher, comandante del II./JG 77, il compito di riorganizzare tutto il sistema difensivo del Mare del Nord. 
Fu creata una nuova organizzazione difensiva di caccia nota come Jafu Deutsche Bucht (Jagdfuhrer (Jafu) "Deutsche Bucht", con base a Jever, mentre la squadriglia comando inizialmente nota come Jagdgeswader "Nord", il 30 novembre 1939 mutò denominazione in Stab Jagdgeswader 1 (StabJG 1). Pur non possedendo gruppi da caccia propri, lo Stab JG 1 aveva il controllo di tutte le unità da caccia che stazionavano lungo la linea costiera del Mare del Nord.
Schümacher proseguì la sua attività per tutto il mese di novembre coordinando le unità da caccia sotto il suo comando e facendo installare una rete di comunicazione e di stazioni radar a copertura di tutta la linea costiera del Mare del Nord e delle isole della baia.
All'inizio di dicembre del 1939, Schümacher poteva contare sui seguenti reparti di caccia:
| Unità                | Base       | Comandante | Tipo      |
| -------------------- | ---------- | ---------- | --------- |
| II./JG 77            | Jever      | v.Bulow    | Bf 109E   |
| II./TrGr 186         | Nordholz   | Seeliger   | Bf 109E   |
| JGr 101              | Neumunster | Reichardt  | Bf 109D/E |
| 10.(Natch)/JG26      | Jever      | Steinhoff  | Bf 109D   |
| I./ZG 76             | Jever      | Reinecke   | Bf 110C   |
| I./ZG 26(1 Staffeln) | Jever      | -          | Bf 110C   |

per un totale di 80-100 caccia operativi. Inoltre lungo tutta la zona costiera tra l'Olanda e la Danimarca erano presenti varie stazioni radar Freya dislocate nelle isole dell'arcipelago delle Frisone Orientali, tra cui Wangerooge, Borkum e Norderney. Due stazioni erano presenti sull'isola di Helgoland

## Le missioni del Bomber Command dell'autunno-inverno 1939

### 3 settembre 1939
Alle 12,50 novanta minuti dopo la dichiarazione di guerra della Gran Bretagna alla Germania, una ricognizione effettuata da un Blenheim sul Mare del Nord riuscì ad individuare alcune navi da guerra tedesche alla fonda di Schillig Roads, nei pressi della base navale di Wilhelmshaven e altre a Brunsbüttel alla foce dell'Elba.

### 4 settembre 1939
Nel pomeriggio del 4 settembre, una formazione mista di quindici Bristol Blenheim degli squadron No.107, No. 110 e No.139 e quattordici Vickers Wellington degli squadroni No. 9 e No. 149 decollò per bombardare le navi segnalate dalla ricognizione del giorno precedente. A causa delle avverse condizioni meteorologiche e di errori di navigazione, solo dieci Blenheim e otto Wellington riuscirono a localizzare i bersagli. Volando a bassa quota ad una quota di 150 metri, i Blenheim concentrarono l'attacco contro la corazzata tascabile Admiral Scheer, nel canale di Schillig Roads. Il violento fuoco di sbarramento della contraerea riuscì ad abbattere cinque Blenheim (uno dello squadron 110, quattro dello squadron 107). La Admiral Scheer fu colpita da numerose bombe da 227 kg che impattarono sul ponte ma non esplosero. Uno dei Blenheim colpiti dal fuoco della contraerea, si schiantò sul ponte dell'incrociatore leggero Emden, danneggiandolo lievemente.
Nel pomeriggio la formazione di Wellington giunse sul cielo di Brunsbüttel, in contatto con gli incrociatori da battaglia Scharnhorst e Gneisenau, a poca distanza alla foce dell'Elba. La scarsa visibilità e il forte fuoco contraereo rese estremamente difficile l'azione dei bombardieri inglesi, che si trovarono inoltre sotto l'attacco dei Bf 109 E dello II./JG 77 decollati da Nordholz al comando dell'Oberstleutnant Carl Schümacher. Due Wellington dello squadron No. 9 furono i primi aerei della RAF abbattuti dai caccia della Luftwaffe nella Seconda Guerra Mondiale.
La RAF non valutò correttamente i risultati dell'azione, minimizzando l'intervento della caccia tedesca e attribuendo le perdite subite al pesante fuoco della contraerea navale (Flak) presente nella zona degli obiettivi. La RAF decise quindi che i futuri attacchi dovessero essere portati da quote superiori. Inoltre considerato il ritardo tra l'individuazione delle navi da battaglia da parte dei ricognitori e la pianificazione e inizio dell'attacco dei bombardieri (ritardo che avrebbe permesso alla navi di mettersi al sicuro nei porti) fu decisa la tecnica della ricognizione armata offensiva (sweeps): i bombardieri dovevano individuare autonomamente i bersagli e poi colpirli.

### 29 settembre 1939
Un nuovo attacco contro la Kriegsmarine fu reiterato tre settimane più tardi. Due formazioni di undici Hampden dello squadron No. 144 decollati dalla base di Hemswell, suddivisi in due sezioni, eseguirono una ricognizione armata offensiva nell'area di Helgoland. 
Mentre la sezione al comando dello Squadron Leader WJH Lindley riuscì ad individuare due incrociatori nemici attaccandoli senza esito e riuscendo a rientrare successivamente alla base, la sezione di cinque Hampden guidata dal Wing Commander JC Cunningham fu intercettata dai Bf 109 D del 1./ZG 26 e abbattuta.

### 3 dicembre 1939
Mentre le operazioni belliche sul Fronte occidentale ristagnavano,la RAF decise di portare un attacco da alta quota contro la flotta tedesca.
Il 3 dicembre 1939, 24 Wellington Mk.1A del 3rd Group, dotati delle nuove torrette Nash & Thompson e muniti di bombe semi-corazzate Piercing da 500 lb (226 kg) decollarono dalle basi di Marham e Mildenhall per un nuovo massiccio attacco alle navi tedesche nella baia di Helgoland. 
I Wellington disposti in formazione di otto sezioni da tre velivoli, iniziarono l'attacco da una quota di 3000 metri. 
Nonostante l'intenso fuoco contraereo, che danneggiò due bombardieri, gli inglesi mantennero la formazioni serrata vanificando anche l'attacco dei caccia Bf 109 e Bf 110 intervenuti nell'area.
Il bombardamento non ebbe risultati di rilievo ma tutti i bombardieri tornarono alle basi, rafforzando nel Bomber Command la convinzione che formazioni serrate di bombardieri muniti di torrette difensive potevano tenere a debita distanza la caccia nemica, avvalorando la tesi che The bomber will always get through.
Un Bf 109 pilotato dall'Oberleutnant (Oblt.) Günther Specht del I./ZG 26 fu abbattuto dai mitraglieri inglesi.

### 14 dicembre 1939
Il 14 dicembre 1939 il Bomber Command effettuò una nuova ricognizione armata verso Schilling Roads, alla ricerca degli incrociatori leggeri Nürnberg e Leipzig che danneggiati dai siluri lanciati dal sommergibile britannico HMS Salomon il giorno precedente, stavano lentamente ritornando in patria.
Alla missione parteciparono dodici Wellington dello squadron No.99, che decollarono dalla base di Newmarket alle 11.45.
Le condizioni meteo veramente proibitive, costrinsero la formazione ad abbassarsi di quota fino a 180 m sul livello del mare per poi scendere ancora fino a 60 m.
La quota così bassa, rendeva praticamente inoffensive le bombe semi-corazzate tipo piercing, che richiedevano una quota di almeno 610 m per essere efficaci.
Con la base delle nuvole stabilmente a 240 m di quota e gli ordini perentori di evitare qualsiasi attacco in condizioni di scarsa visibilità, per evitare di arrecare danno a proprietà civili, i bombardieri inglesi furono costretti ad effettuare larghi giri alla ricerca dei bersagli, rimanendo sopra l'area per più di 30 minuti, tempo più che sufficiente per dare alla caccia tedesca il tempo di reagire.
Infatti la formazione britannica fu intercettata dai Bf 109 del 5./JG77 e dai Bf 110 del 2./ZG 76, allertati dalle stazioni radar Freya.
I piloti britannici mantennero la formazione serrata, ma furono sorpresi dalla determinazione dei piloti tedeschi, e dall'eccellente coordinamento tra questi e la Flak.
Nello scontro, il Bomber Command perse la metà della forza d'attacco: cinque velivoli sopra il mare del Nord (uno abbattuto dalla contraerea, tre dalla caccia germanica ed uno perso in collisione), un sesto Wellington rimase distrutto durante l'atterraggio, al rientro in base.
I mitraglieri inglesi, d'altro canto, abbatterono un Bf 109 del 4./JG 77, uccidendo il pilota. Cinque altri Bf 109 restarono leggermente danneggiati dal fuoco delle torrette difensive dei bombardieri.
Anche in questo caso, gli inglesi attribuirono le sei perdite non ai caccia tedeschi, ma ad altre cause: le cattive condizioni atmosferiche, la contraerea, le perdite di carburante dai serbatoi forati.

## La Battaglia della Baia di Helgoland del 18 dicembre 1939

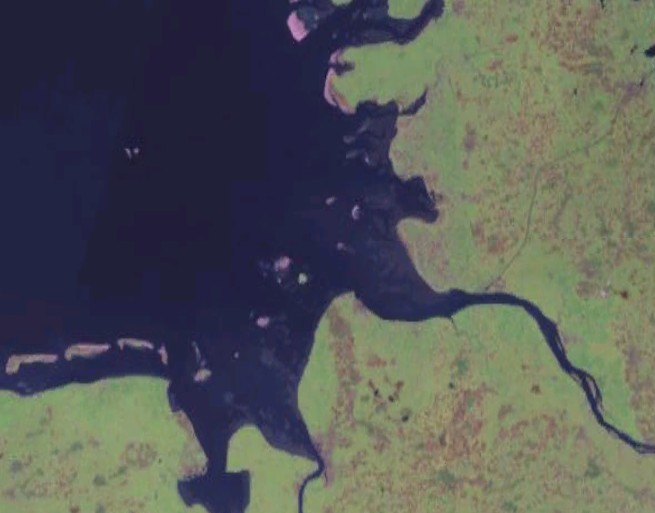
Vista satellitare della baia

Quattro giorni dopo, il Bomber Command è pronto per un nuovo attacco.
La mattina del 18 dicembre 1939, ventiquattro Wellington degli squadron No. 9, No. 29 e No. 149 si riuniscono sopra il cielo di King's Lynn per una nuova missione su Wilhelmshaven.
Due bombardieri rientrarono alla base per problemi al motore, mentre gli altri ventidue proseguirono verso l'obiettivo. A differenza dei giorni precedenti il tempo era splendido e la visibilità pressoché illimitata. 
Volando ad una quota di 3000 m, per evitare la contraerea, i bombardieri britannici seguirono una rotta a nord delle isole Frisone per poi virare bruscamente a sud. Alle 13.50 CET, le due stazioni radar Freya di Helgoland (gestita dalla Kriegsmarine) e di Wangerooge (della Luftwaffe), avvistarono la formazione di Wellington già a centodieci km di distanza, a circa venti minuti di volo dalla costa.
L'incredulità con cui venne inizialmente accolta la segnalazione del radar di Wangerooge, una serie di disfunzioni nel sistema di comunicazioni e nell'inoltro dei messaggi e l'assenza di diversi Gruppenkommandeure, ritardarono la reazione dei difensori tedeschi.
I soli caccia che decollarono per intercettare i Wellington, in volo d'avvicinamento su Wilhelmshaven, furono i Bf 109D della 10.(Natch)/JG26 alla guida dell'Oblt. Steinhoff, seguiti dai Bf 109E della "alarm rotte" (sezione di allarme) dello Jagdgruppe 101, decollati da Neumünster.
Mantenendo una perfetta formazione, i ventidue Wellington proseguirono il volo verso Wilhelmshaven, portandosi ad una quota di 4000 m. Le unità navali tedesche però erano tutte ancorate al molo o ben riparate all'interno del porto. 
Seguendo gli ordini del Wing Commander Kellett, di non attaccare le unità nel porto per evitare danni collaterali ai civili, non venne sganciata nessuna bomba.
Nel frattempo sotto il tiro delle batterie contraeree di Bremerhaven, Wilhelmshaven e delle unità navali nello Schillig Roads, i Wellington aprirono leggermente la formazione, dividendosi in due gruppi paralleli, uno più a nord, l'altro più a sud, distanziati di circa 20 km che iniziarono la rotta di ritorno verso casa.
Alle ore 14.30 CET, superato lo sbarramento dell'antiaerea costiera, la caccia tedesca iniziò l'attacco. Per evitare il fuoco delle micidiali torrette posteriori dei Wellington, i cacciatori tedeschi adottarono tecniche di attacco dall'alto e lateralmente dove la difesa dei bombardieri inglesi era assente.
I Bf 109D del 10.(Natch)/JG26 e la rotte della staffeln 6./JG 77, attaccarono la sezione più a nord, ottenendo i primi abbattimenti, sette Wellington di cui due accreditati a Steinhoff. Alle 14.40 entrarono in azione i Bf 110C della 2./ZG 26 di Hauptmann (Hptm.) Wolfgang Falck in volo con il suo gregario Unteroffizier Heinz Fresia, che rivendicano quattro Wellington. 
Il Bf 110 di Falck colpito al motore destro, fu costretto ad un atterraggio di fortuna a Wangerooge.
Anche La Rotte dello 3./Jagdgruppe 101 rivendicò l'abbattimento di due Wellington.
Attaccati durante la via del ritorno dai Bf 110C dello 2./ZG 76, gli inglesi persero altri cinque Wellington. Alle 15.05 la sezione più a nord era fuori dal raggio d'azione della caccia tedesca.
Mentre Steinhoff ingaggiava la formazione più a nord, anche il comandante dello JG 1, Schümacher si univa all'azione con i Bf 109E dello II./JG 77 e dello I./ZG 76 concentrando l'azione contro il resto dei bombardieri che seguivano la rotta a sud, a circa trenta chilometri a ovest dell'isola di Helgoland, impegnandoli per più di 30 minuti. Durante questa azione il Bf 109E dell'Oblt. Johann Fuhrmann del 10.(Nacht)/JG 26, fu abbattuto dal fuoco incrociato dei mitraglieri britannici.
I bombardieri, sempre più dispersi, da soli o in piccoli gruppi, cercavano di fuggire verso ovest, inseguiti dai Bf 110 C.
L'ultimo Wellington fu abbattuto dal Oblt. Uellenbeck dello 2./ZG 76 a nord dell'isola olandese di Ameland a più di 150 km di distanza da Wilhelmshaven.
Nel complesso, al combattimento avevano partecipato tutte le unità dello JG 1 ad eccezione dello II./TrGr 186, allertato troppo tardi.
La vittoria della caccia tedesca fu sfruttata dalla propaganda del Reich ed esaltata dalla stampa tedesca e dai notiziari dell'epoca, secondo alcuni studiosi per alleviare la ferita all'orgoglio nazionale a seguito dell'affondamento della Admiral Graf Spee avvenuto il giorno prima
I tedeschi rivendicarono 38 Wellington, con la perdita di due velivoli.
In realtà, le perdite inglesi furono di 12 Wellington, dei ventidue inviati sul Mare del Nord. Altri sei, fortemente danneggiati, schiantarono al suolo o furono costretti ad atterraggi di emergenza dopo aver raggiunto le coste inglesi. Le perdite tedesche furono di tre caccia abbattuti e altri danneggiati.

## L'attività dello JG 1 nei primi mesi del 1940
Tra la fine del 1939 e i primi mesi del 1940, le incursioni dei bombardieri inglesi furono sporadiche, e così gli abbattimenti accreditati alle unità al comando di Schümacher.
Il primo di questi avvenne il 27 dicembre 1939 a opera dello stesso Schümacher, ai danni di un Blenheim nei pressi di Wangerooge.
il 15 febbraio fu la volta di un altro Blenheim abbattuto da Unteroffizer Kutscha del II./JG 77.
Il 27 febbraio l'Oberleutnant Jahnny ottenne la prima vittoria del II.(TrGr)/186 sempre ai danni di un Blenheim (P4842) dello squadron No. 82 della RAF.
Nella notte tra il 25 e il 26 aprile 1940, l'Oberfeldwebel Hermann Forster del IV.(N)/JG 2 eseguì la prima intercettazione notturna della Luftwaffe, abbattendo un Hampden in servizio di posamine al largo dell'isola di Sylt.
Due settimane dopo, i piloti di Schümacher dovettero abbandonare seppur temporaneamente la loro routine di guardiani del Mare del Nord: l'invasione dei Paesi bassi era iniziata.

## Conseguenze
Gli storici britannici e tedeschi concordano nel definire la battaglia aerea del 18 dicembre 1939 tra le azioni più importanti di tutta la guerra 
La prima vera battaglia aerea della seconda guerra mondiale, coinvolse forze numericamente ridotte rispetto agli standard delle battaglie aeree che si svolgeranno sui cieli della Germania negli anni successivi, eppure essa ebbe un impatto notevole sul futuro della guerra.
L'analisi degli esiti dello scontro, a prescindere da considerazioni tecniche quali la necessità di munire i bombardieri Wellington di una adeguata difesa laterale e di serbatoi auto stagnanti, aveva chiaramente dimostrato l'impossibilità di effettuare missioni di bombardamento strategico diurne senza caccia di scorta.
Ciò costrinse il Bomber Command a diventare una forza da bombardamento notturna.
La Luftwaffe, pur avendo ottenuto un'indiscussa vittoria, sopravvalutò le proprie capacità di difesa, cullandosi in una presunta invincibilità e trascurando per almeno due anni l'organizzazione di una reale ed efficace Difesa del Reich. 
Una pubblicazione della Luftwaffe del 1940, proponeva di assegnare alla caccia compiti sia difensivi che offensivi, ma che i compiti difensivi dovessero essere eseguiti in maniera offensiva, conservando la superiorità aerea sul territorio nemico in modo da prevenire gli attacchi ai territori sotto l'occupazione tedesca.
L'avvio della Blitzkrieg, nell'aprile-maggio 1940 ebbe come conseguenza il movimento di interi Jagdgeschwader verso ovest, enfatizzando le potenzialità offensive della Luftwaffe, ma lasciando pressoché sguarnita la difesa della madre patria. All'inizio della guerra, gli Alleati non approfittarono di questa situazione, non avendo a disposizione né un numero sufficiente di aeroplani e uomini, né i mezzi tecnologici adatti.
La situazione cambiò radicalmente con l'entrata in guerra degli Stati Uniti, quando il 27 gennaio 1943, cinquantatré quadrimotori B-17 sorvolarono nuovamente il Mare del Nord di giorno per bombardare la base navale di Wilhelmshaven, nella prima azione dell'8th Air Force all'interno della Germania.